# Рудаков, Валерий Владимирович
Вале́рий Влади́мирович Рудако́в (6 июня 1942, Тбилиси — 13 декабря 2016, Москва) — российский предприниматель и государственный деятель, первый президент компании Алмазы России-Саха, лауреат Государственной премии СССР (1982).

## Биография
Окончил Московский горный институт (впоследствии — Горный институт НИТУ «МИСиС»).
Трудовую деятельность начал в 1959 году помощником бурильщика в тресте «Вахрушевуголь» в г. Карпинске Свердловской области.
С 1965 по 1983 года работал в Якуталмаз, в 1978—1983 годах — генеральный директор ПО «Якуталмаз».
В 1983 году был назначен заместителем министра цветной металлургии СССР.
Депутат Верховного Совета СССР 10-го созыва.
В 1988—1991 годах — руководитель в ранге министра-начальника Главного управления драгоценных металлов и алмазов «Главалмаззолото» при Совете Министров СССР.
В период с 1989 по 1991 года принимал активное участие в ликвидации последствий разрушительного Спитакского землетрясения 1988 года и восстановлении зоны бедствия.
В 1992 году — президент Российской корпорации «Алмаззолото», в 1992—1994 годах — президент акционерной компании «Алмазы России — Саха».
В 1994—1996 годах — консультант в компаниях, связанных с производством драгоценных металлов, работал за рубежом.
В 1996—1999 годах — основатель и президент финансово-промышленной группы «Еврозолото».
С декабря 1999 по июнь 2002 года — заместитель министра финансов России Алексея Кудрина — директор ГОХРАНа при Министерстве финансов РФ.
В июне 2002 года ушел на пенсию и был избран председателем совета директоров золотодобывающей компании «Полюс».

## Труды
Автор трёх книг по горной тематике.
Автор большого количества статей и выступлений в печати на тему добычи полезных ископаемых.
Является действительным членом Российской академии естественных наук, Академии горных наук, Инженерной академии.

## Награды и звания
- В 1982 году был удостоен звания лауреата Государственной премии СССР за разработку новой технологии в области отработки кимберлитовых трубок.
- Награждён орденами Ленина (1986) и Трудового Красного Знамени (1980).
- Заслуженный горняк Якутии, заслуженный работник народного хозяйства Якутии.
- Медаль Анании Ширакаци (6 декабря 2008, Армения) — за значительный вклад в ликвидацию последствий катастрофического землетрясения, произошедшего в Армении в 1988 году, оказание гуманитарной помощи пострадавшим и организацию реабилитационных работ[1]
- Почётная грамота Правительства Российской Федерации (6 июня 2002) — за многолетний добросовестный труд[2]
- За личную помощь в восстановлении Домов культуры и за укрепление дружбы между армянским и русским народами парку общины Ашоцка присвоено имя почетного гражданина Ашоцка Валерия Рудакова.
- 3 мая 2011 года перед Домом культуры сельской общины Гоговит Ширакской области Армении состоялось торжественное открытие памятника, почетному гражданину Ашоцка Валерию Рудакову в знак благодарности за его вклад в дело устранения последствий Спитакского землетрясения 1988 года и полное восстановление сел Гоговит, Арпени и Торосгюх Ашоцкого района (ранее Гукасянского района) Армении[3][4].